# Рондо
Рондò е вид музикална форма, с фиксирана римна схема, върху две рими, и повтарящ се три пъти рефрен.
Римната схема на класическото рондо е aabba aabR aabbaR, където R е началото от най-първия стих на първата строфа, което изпълнява ролята на припев.
Рондото е характерно за средновековната френска поезия, но се практикува и до днес.

## История

### Римна схема
Преди да достигне до съвременния си вид, рондото преминава през няколко етапа на развитие, започвайки от формата, наричана днес триолет. Триолетът, наричан в началото просто 'рондо', има римна схема AB aA abAB, където с главни букви са отбелязани повтарящите се дословно стихове. С течение на времето, всяка една от трите секции на триолета се разширява. Първоначално до ABba abAB abbaA, форма наричана днес рондел и практикувана изключително много от Шарл Орлеански. Римата a от триолета е заместена в случая с комбинацията ab, а римата b -- с ba. При последния етап от развитието на рондото, a е заместена с aab, а b -- с ba.

### Метрика
Примитивното рондо не е свързано с определен стихотворен размер. Практикува се дори в едносрични стихове. С течение на времето, рондо започва да се пише почти изключително във френския десетсричен силабичен размер, с цезура след четвъртата сричка. В езиците със силабометрично стихосложение (като английски и руския), десетсричникът се замества с петстъпен ямб.

### Рефрен
В началото в ролята на рефрен са се явявали началните стихове на първата строфа. Постепенно рефренът се скъсява до началото на първия стих на първата строфа. Дължината на рефрена, в брой срички, е фиксирана в поезията на Жан Маро: рефренът покрива първата част на десетсричния размер и следователно е с дължина четири срички. Това правило е възприето от сина му, Клеман Маро и се налага като задължително за класическото рондо. При използване на по-къс стихотворен размер (осмосричник), рефренът е с дължина най-често две до три срички.

## Значими автори
- Шарл Орлеански
- Жан Маро
- Клеман Маро
- Венсан Воатюр
- Теодор дьо Банвил

## Извън френската литература
Рондото е характерно почти изключително за френската литература, но се среща изолирано и в английската, руската и други европейски литератури.

## Пример
Както и други твърди форми, рондото понякога се превръща в причина за собственото си написване. Такъв пример е прочутото рондо „На Изабо“ от В. Воатюр, което привеждаме в оригинал и превод:
| В. Воатюр | Превод |
| --- | --- |
| Ma foi, c'est fait de moi, car Isabeau M'a conjuré de lui faire un rondeau. Cela me met en une peine extrême: Quoi! treize vers, huit en 'eau', cinq en 'ème'! Je lui ferais aussitôt un bateau: En voilà cinq pourtant en un morceau. Faisons-en huit en invoquant Brodeau, Et puis mettons, par quelque stratagème: Ma foi, c'est fait. Si je pouvais encor de mon cerveau Tirer cinq vers, l'ouvrage serait beau; Mais cependant je suis dedans l'onzième: Et ci je crois que je fais le douzième: En voilà treize ajustés au niveau. Ma foi, c'est fait. | Ах, свършено е с мен -- днес Изабò закле ме да ѝ съчиня рондо. Горко ми! Казват „по-добре предай се: тринайсе стиха, осем с -о, пет с -айсе...“ Но, смел, ще ѝ напиша аз едно! Пет стиха, ето ги, по същество. Ще станат осем викнем ли Бродò, ще сложим после с малко хитрост, знай се: Ах, свършено е. Ако от сивото си вещество измъкна още пет ще е добро рондото ми. Но ето, единайсе, и, струва ми се, станаха дванадесет. Тринайсети стих -- то трудно не било! Ах, свършено е. |

Трябва да се отбележи, че в приведения превод правилото за дължината на рефрена не е спазено, тъй като в българското стихосложение стиховете нямат задължителна цезура.